# South by Southwest
South by Southwest (nebo rovněž SXSW) je filmový a hudební festival, jehož první ročník se konal v roce 1987. Probíhá každé jaro v Austinu, hlavním městě státu Texas. Od roku 1993 sídlí v multikulturní budově Austin Convention Center, kde je konán každoročně dodnes. V roce 2006 zde měl svůj program Jimmy Wales, zakladatel Wikipedie.